# Dis, quand reviendras-tu ? (album)
Pour la chanson, voir Dis, quand reviendras-tu ?.
Albums de Barbara
Barbara chante Jacques Brel
(1961) Barbara chante Barbara
(1964)
Dis, quand reviendras-tu ? est le quatrième album de Barbara, sorti en 1964.
L'album est sorti en 1964 en LP chez CBS, en monophonie. Il ressort en 1966 comme LP L’Album d’or, CBS, en stéréo.

## Liste des titres
| No  | Titre                         | Durée |
| --- | ----------------------------- | ----- |
| 1.  | Dis, quand reviendras-tu ?    |       |
| 2.  | J’entends sonner les clairons |       |
| 3.  | Tu ne te souviendras pas      |       |
| 4.  | Le Verger en Lorraine         |       |
| 5.  | Ce matin-là                   |       |
| 6.  | Chapeau bas                   |       |
| 7.  | Le Temps du lilas             |       |
| 8.  | Liberté                       |       |
| 9.  | Attendez que ma joie revienne |       |
| 10. | Vous entendrez parler de lui  |       |
| 11. | De Shanghai à Bangkok         |       |
| 12. | Nantes                        |       |